# Obrytki (powiat łomżyński)
Obrytki – wieś w Polsce położona w województwie podlaskim, w powiecie łomżyńskim, w gminie Przytuły.
Wierni kościoła rzymskokatolickiego należą do parafii Krzyża Świętego w Przytułach.

## Historia
Prywatna wieś szlachecka  położona była w drugiej połowie XVI wieku w powiecie radziłowskim ziemi wiskiej województwa mazowieckiego. W latach 1975–1998 miejscowość należała administracyjnie do województwa łomżyńskiego.
Wieś z pierwszej połowy XV wieku. W latach 20. XV wieku książę mazowiecki Janusz I nadał 40 włók ziemi zwanych Obryte, leżących u źródeł rzeczki Białystok, Stanisławowi z Roman z Ziemi Ciechanowskiej. Pod koniec XV wieku potomkowie Stanisława przyjęli nazwiska Obrycki i Dziewanowski.
W 1784 roku wieś była zaściankiem szlacheckim, zamieszkanym przez następujące rodziny: Bzurowie, Filipkowscy, Grzymkowscy, Karwowscy, Kleszczewscy, Lesiewscy, Łepkowscy, Mikuccy, Obryccy, Rogowscy, Ramotowscy, Smogorzewscy, Świężkowscy, Szczuka, Szleszyńscy, Wołkowie.
W latach 1921–1939 wieś leżała w województwie białostockim, w powiecie kolneńskim (od 1932 w powiecie łomżyńskim), w gminie Przytuły.
Według Powszechnego Spisu Ludności z 1921 roku zamieszkiwało tu 279 osób w 48 budynkach mieszkalnych. Miejscowość należała do miejscowej parafii rzymskokatolickiej w m. Przytuły. Podlegała pod Sąd Grodzki w Stawiskach i Okręgowy w Łomży; właściwy urząd pocztowy mieścił się w m. Stawiski.